# Борисовський Володимир Захарович
Володимир Захарович Борисовський (нар. 25 квітня 1933, місто Дебальцеве, тепер Донецька область — 11 лютого 2012, місто Київ) — український державний діяч, заступник голови Ради Міністрів Української РСР, міністр України з питань інвестиційної політики (інвестицій і будівництва). Депутат Верховної Ради УРСР 10—11-го скликань. Кандидат у члени ЦК КПУ в лютому 1981 — жовтні 1982 р. Член ЦК КПУ в жовтні 1982 — червні 1990 р.

## Біографія
Народився 25 квітня 1933 року в місті Дебальцеве на Донеччині.
У 1956 закінчив Київський політехнічний інститут, кафедру автоматизації електрометаханічних систем та електроприводу (стара назва — «Електрообладнання промислових підприємств»), інженер-електромеханік.
З 1956 по 1963 рік — майстер Криворізького монтажного управління № 453 тресту «Південелектромонтаж» Дніпропетровської області, виконроб, начальник дільниці, головний інженер спеціалізованого управління тресту «Дніпроелектромонтаж» на будовах гірничорудної та металургійної промисловості Кривбасу.
Член КПРС з 1961 року.
У 1963—1970 роках — інструктор, заступник завідувача, у 1970—1977 роках — завідувач відділу будівництва і комунального господарства Дніпропетровського обласного комітету КПУ.
У 1977—1979 роках — заступник голови виконавчого комітету Дніпропетровської обласної ради народних депутатів.
У 1979—1981 роках — 1-й заступник міністра промислового будівництва Української РСР.
З 13 березня 1981 по 18 вересня 1987 року — міністр монтажних та спеціальних будівельних робіт Української РСР.
З 18 вересня 1987 по квітень 1991 року — заступник голови Ради Міністрів Української РСР з питань будівництва.
З 5 червня 1991 по 25 лютого 1992 року — Державний міністр України з питань інвестиційної політики.
З 1991 року — президент Всеукраїнської громадської організації «Спілка будівельників України».
З 25 лютого 1992 по 30 грудня 1992 року — Міністр інвестицій і будівництва України.
З 1993 по 1998 рік — директор АТЗТ «Лукойл-Україна».
З 1999 року — перший заступник голови Національного депозитарію України.
Член Комітету з Державних премій України в галузі науки і техніки. Академік, член президії Академії технологічних наук, академік Інженерної академії наук України, член Правління Українського союзу промисловців і підприємців, віце-президент Міжнародної спілки будівельників, член Правління Міжнародного союзу товаровиробників.
Помер 11 лютого 2012 року в Києві.

## Нагороди
- Лауреат Державних премій у галузі науки і техніки СРСР (1984) і України (1999)[4].
- Ордени «Знак Пошани», Жовтневої революції, два ордени Трудового Червоного прапора, три медалі.
- Почесна грамота Президії Верховної Ради УРСР.
- Почесна грамота Верховної Ради України.
- Почесна грамота Кабінету Міністрів України[5].
- Заслужений будівельник Української РСР.